# Sumbar
Il Sumbar (detto anche Sari-su, Sara-su e Ṣáríṣú) è un fiume che scorre nel Turkmenistan meridionale e nell'Iran settentrionale. È un affluente dell'Atrek. Il nome Sari-su significa «acqua gialla» in lingua turca, ma viene usato anche per indicare vari altri fiumi.
Il Sumbar è lungo 245 km e drena un bacino di 8300 km². Nasce sui monti Kopet Dag, in Iran, e scorre verso il Turkmenistan. Per un lungo tratto, prima di raggiungere l'Atrek, il Sumbar corre parallelo ad esso, dal quale è separato da una catena di colline dette Marábeh. A partire dal luogo in cui il Sumbar si congiunge all'Atrek, a 37°59′28″N 55°16′29″E, quest'ultimo fiume forma il confine tra Turkmenistan e Iran.